# 重生之愛
《重生之愛》，為泰國One 31與LINE TV於2020年9月30日起每週三和週四 20:15 播出的愛情電視劇，由Aff及Tor主演。

## 劇情簡介
Phak是一個極富正義感和愛心的人，他經營一家小型飛機公司，運送偏鄉人民和移植器官。他和Ornrapee是一對非常相愛的戀人。某日他出任務時遭人殺害，變成失蹤人口，Ornrapee當時已懷有身孕，不放棄尋找Phak，獨自撫養孩子和接管公司。而Phak其實命不該絕，是新手天使弄錯名字，所以天使決定讓他轉世，擁有Phak剩下的24年生命，但也只允許他將未完成的好事做完，Phak許願希望未來每世都和Ornrapee成為靈魂伴侶。
轉世為Thichong後，23歲時，他遇到了Ornrapee，前世的記憶慢慢重現。天使也不斷提醒他只有24歲的生命，催促他去完成前世未完成的任務，Thichong努力在期限內完成任務且希望和Ornrapee再續前緣。

## 演員陣容
註：括號內的演員姓名為小名。

### 主要人物
- 他莎翁·巴迪素乍倫（Aff）飾演 Ornrapee Panuwat

Phak的未婚妻。
- 塔纳波·里拉塔纳卡邹（Tor）飾演 Thichong Singhawat/ "Chong"

Phak轉世，努力找尋真相和完成任務。
- 萨拉·纳拉帕塞尔库 飾演 Pharm

Phak和Ornrapee的兒子。
- 奧蘭娜特·D·卡芭蕾斯 飾演 Ai

Ith和Neena的女兒。

### 其他人物
- 陂帕同·颂通亚纳奇（Two） 飾演 Phak

Ornrapee的未婚夫，轉世為Thichong。
- 阿玛琳·尼低彭 飾演 Ith

Phak和Ornrapee的好朋友，受Phak請託照顧Ornrapee。
- Polwat Manuprasert（Tom） 飾演 天神

天界的神仙。
- 普里·西蘭普魯耶克 飾演 Dheva

弄錯名字害Phak死亡的天使，Phak轉世後變成Thichong的守護天使。
- Natrika Thampridanant 飾演 Neena

Ith的前妻，認為Ornrapee是害他們夫妻離婚的禍首，不停陷害Ornrapee。
- 阿妮潘·查南普拉納翁 飾演 Namwan

記者，Neena安排在Pharm身邊的人，為了要離間所有人。
- 唐宸禹（Tae）飾演 ทัพกล้า

Neena的手下，追殺Thichong和Ornrapee。
- 黛岚·缇塔卡雯（Noon） 飾演 Chana Singhawat

Thichong的媽媽。
- Krittheera Inphonwichit 飾演 Dr.Natsee

Dr.Nissara的姐姐，為了癌症藥品開發到小島進行研究，在藥品完成後遭到殺害。
- Krittheera Inphonwichit 飾演 Dr.Nissara

Dr.Natsee的妹妹。
- 西里亞·納魯納特 飾演 幫傭

Ornrapee家的幫傭。

## 主題曲、插曲
| 歌曲名稱(泰文) | 演唱             | 備註                |
| -------------- | ---------------- | ------------------- |
| แค่เพียง..       | ภพธร สุนทรญาณกิจ   | OST ขอเกิดใหม่ใกล้ๆเธอ |
| รักเธอสุดหัวใจ    | ต่อ ธนภพ x ตู่ ภพธร | OST ขอเกิดใหม่ใกล้ๆเธอ |

## 劇集迴響

### 泰國電視收視
- 收視最低的集數以藍色表示，收視最高的集數以紅色表示，而空格則表示該集的收視沒有相關數據。

| 集數 No.   | 播放日期       | 播放時段 (UTC+07:00) | 平均收視率 | 來源   |
| ---------- | -------------- | -------------------- | ---------- | ------ |
| 1          | 2020年9月30日  | 星期三 20:15         | 2.019      | [ 2 ]  |
| 2          | 2020年10月1日  | 星期四 20:15         | 1.920      | [ 3 ]  |
| 3          | 2020年10月7日  | 星期三 20:15         | 1.830      | [ 4 ]  |
| 4          | 2020年10月8日  | 星期四 20:15         | 1.926      | [ 5 ]  |
| 5          | 2020年10月14日 | 星期三 20:15         | 1.538      | [ 6 ]  |
| 6          | 2020年10月15日 | 星期四 20:15         | 1.732      | [ 7 ]  |
| 7          | 2020年10月21日 | 星期三 20:15         | 1.424      | [ 8 ]  |
| 8          | 2020年10月22日 | 星期四 20:15         | 1.747      | [ 9 ]  |
| 9          | 2020年10月28日 | 星期三 20:15         | 1.772      | [ 10 ] |
| 10         | 2020年10月29日 | 星期四 20:15         | 2.129      | [ 11 ] |
| 11         | 2020年11月4日  | 星期三 20:15         | 2.102      | [ 12 ] |
| 12         | 2020年11月5日  | 星期四 20:15         | 2.068      | [ 13 ] |
| 13         | 2020年11月11日 | 星期三 20:15         | 2.177      | [ 14 ] |
| 平均收視率 | 平均收視率     | 平均收視率           | 1.876      | 1      |

^1  基於每集的平均觀眾份額。

## 外部連結
- One 31 官方網站 （页面存档备份，存于）（泰文）
- YouTube上的《重生之愛》播放列表
- MyDramaList 劇集介紹及劇評（英文） （页面存档备份，存于） （英文）
- 豆瓣电影上《重生之愛》的資料 （简体中文）